# Simone Sommerland, Karsten Glück und die Kita-Frösche/Diskografie
Diese Diskografie ist eine Übersicht über die musikalischen Werke des deutschen Kindermusikprojekts Simone Sommerland, Karsten Glück und die Kita-Frösche. Den Schallplattenauszeichnungen zufolge hat es bisher mehr als 2,9 Millionen Tonträger verkauft, davon alleine in Deutschland bis heute über 2,7 Millionen. Seine erfolgreichste Veröffentlichung ist das Album Die 30 besten Spiel- und Bewegungslieder mit über 640.000 verkauften Einheiten. In Deutschland ist das Album der erfolgreichste Dauerbrenner in den Albumcharts.

## Alben

### Studioalben
| Jahr | Titel Musiklabel                                                                   | Höchstplatzierung, Gesamtwochen, AuszeichnungChartplatzierungen (Jahr, Titel, Musiklabel, Platzierungen, Wochen, Auszeichnungen, Anmerkungen) | Höchstplatzierung, Gesamtwochen, AuszeichnungChartplatzierungen (Jahr, Titel, Musiklabel, Platzierungen, Wochen, Auszeichnungen, Anmerkungen) | Höchstplatzierung, Gesamtwochen, AuszeichnungChartplatzierungen (Jahr, Titel, Musiklabel, Platzierungen, Wochen, Auszeichnungen, Anmerkungen) | Anmerkungen                                                  |
| Jahr | Titel Musiklabel                                                                   | DE | AT | CH | Anmerkungen                                                  |
| ---- | ---------------------------------------------------------------------------------- | --- | --- | --- | ------------------------------------------------------------ |
| 2010 | Die 30 besten Spiel- und Bewegungslieder Lamp und Leute (UMG)                      | DE31 ×3Dreifachplatin · (… Wo.)DE | AT15 ×2Doppelplatin · (340 Wo.)AT | — | Erstveröffentlichung: 25. August 2010 Verkäufe: + 640.000    |
| 2011 | Die 30 besten Lernlieder zum Mitsingen Lamp und Leute (UMG)                        | DE— GoldDE | AT— GoldAT | — | Erstveröffentlichung: 27. Mai 2011 Verkäufe: + 110.000       |
| 2011 | Die 30 besten traditionellen Kinderlieder Lamp und Leute (UMG)                     | DE— PlatinDE | AT38 Platin · (63 Wo.)AT | — | Erstveröffentlichung: 23. September 2011 Verkäufe: + 220.000 |
| 2011 | Die 30 besten Weihnachts- und Winterlieder Lamp und Leute (UMG)                    | DE9 ×3Dreifachgold · (104 Wo.)DE | AT2 Platin · (85 Wo.)AT | CH22 a (9 Wo.)CH | Erstveröffentlichung: 4. November 2011 Verkäufe: + 320.000   |
| 2012 | Die 30 besten Partylieder für Kinder zum Mitsingen und Tanzen Lamp und Leute (UMG) | DE44 Platin · (39 Wo.)DE | AT22 Platin · (76 Wo.)AT | — | Erstveröffentlichung: 10. Februar 2012 Verkäufe: + 220.000   |
| 2012 | Die 30 besten Spiel- und Bewegungslieder 2 Lamp und Leute (UMG)                    | DE41 Platin · (1 Wo.)DE | — | — | Erstveröffentlichung: 20. März 2012 Verkäufe: + 200.000      |
| 2012 | Die 30 besten englischen Kinderlieder Lamp und Leute (UMG)                         | — | — | — | Erstveröffentlichung: 1. Juni 2012                           |
| 2012 | Die 30 besten Kinderlieder auf Weltreise Lamp und Leute (UMG)                      | — | — | — | Erstveröffentlichung: 7. September 2012                      |
| 2012 | Die 30 besten Schlaflieder für Kinder Lamp und Leute (UMG)                         | DE37 Platin · (… Wo.)DE | AT37 Gold · (79 Wo.)AT | — | Erstveröffentlichung: 9. November 2012 Verkäufe: + 210.000   |
| 2013 | Die 30 besten Kindergartenlieder Lamp und Leute (UMG)                              | DE65 Gold · (1 Wo.)DE | AT67 Gold · (1 Wo.)AT | — | Erstveröffentlichung: 22. März 2013 Verkäufe: + 107.500      |
| 2013 | Die 30 besten Wissenslieder für Kleinkinder Lamp und Leute (UMG)                   | — | AT71 Gold · (1 Wo.)AT | — | Erstveröffentlichung: 14. Juni 2013 Verkäufe: + 7.500        |
| 2013 | Die 30 besten Kirchenlieder für Kinder Lamp und Leute (UMG)                        | DE— GoldDE | — | — | Erstveröffentlichung: 20. September 2013 Verkäufe: + 100.000 |
| 2013 | Die 30 besten Mutmachlieder für Kinder Lamp und Leute (UMG)                        | — | — | — | Erstveröffentlichung: 29. November 2013                      |
| 2014 | Die 30 besten Oster- und Frühlingslieder Lamp und Leute (UMG)                      | DE24 (64 Wo.)DE | AT19 (63 Wo.)AT | — | Erstveröffentlichung: 21. Februar 2014                       |
| 2014 | Die 30 besten Kinderlieder für den Schulanfang Lamp und Leute (UMG)                | DE61 (9 Wo.)DE | AT40 (4 Wo.)AT | — | Erstveröffentlichung: 30. Mai 2014                           |
| 2014 | Die 30 besten Spiel- und Bewegungslieder 3 Lamp und Leute (UMG)                    | DE58 (1 Wo.)DE | AT62 (1 Wo.)AT | — | Erstveröffentlichung: 12. September 2014                     |
| 2014 | Die 30 besten Faschings- und Karnevalslieder Lamp und Leute (UMG)                  | DE40 (19 Wo.)DE | AT74 b (1 Wo.)AT | — | Erstveröffentlichung: 12. Dezember 2014                      |
| 2015 | Die 30 besten Kinderturnlieder Lamp und Leute (UMG)                                | — | — | — | Erstveröffentlichung: 13. März 2015                          |
| 2015 | Die 30 besten Märchenlieder Lamp und Leute (UMG)                                   | — | — | — | Erstveröffentlichung: 26. Juni 2015                          |
| 2015 | Die 30 besten Herbstlieder für Kinder Lamp und Leute (UMG)                         | DE34 (52 Wo.)DE | AT28 (21 Wo.)AT | — | Erstveröffentlichung: 28. August 2015                        |
| 2015 | Die 30 besten neuen Weihnachts- und Winterlieder Lamp und Leute (UMG)              | DE46 (7 Wo.)DE | AT26 (8 Wo.)AT | — | Erstveröffentlichung: 30. Oktober 2015                       |
| 2016 | Die 30 besten TV-Serienlieder für Kinder Lamp und Leute (UMG)                      | — | AT60 (1 Wo.)AT | — | Erstveröffentlichung: 12. Februar 2016                       |
| 2016 | Die 30 besten Urlaubs- und Sommerlieder Lamp und Leute (UMG)                       | DE18 (3 Wo.)DE | AT9 (11 Wo.)AT | — | Erstveröffentlichung: 17. Juni 2016                          |
| 2016 | Die 30 besten neuen Schlaflieder Lamp und Leute (UMG)                              | DE— GoldDE | — | — | Erstveröffentlichung: 2. Dezember 2016 Verkäufe: + 100.000   |
| 2017 | Die 30 besten Kniereiter- und Fingerspiellieder Lamp und Leute (UMG)               | — | — | — | Erstveröffentlichung: 24. Februar 2017                       |
| 2017 | Die 30 besten Kinderlieder mit Klassikmelodien Lamp und Leute (UMG)                | — | — | — | Erstveröffentlichung: 9. Juni 2017                           |
| 2017 | Die 30 besten Lieder für Mädchen Lamp und Leute (UMG)                              | — | AT48 (5 Wo.)AT | — | Erstveröffentlichung: 15. September 2017                     |
| 2017 | Die besten Kinderlieder aus der Serie "Die 30 Besten" Lamp und Leute (UMG)         | — | AT71 (1 Wo.)AT | — | Erstveröffentlichung: 29. September 2017                     |
| 2017 | Die 40 besten Wiegenlieder Lamp und Leute (UMG)                                    | — | — | — | Erstveröffentlichung: 20. Oktober 2017                       |
| 2017 | Die 30 besten Partylieder für Kinder 2 Lamp und Leute (UMG)                        | — | AT44 (6 Wo.)AT | — | Erstveröffentlichung: 15. Dezember 2017                      |
| 2018 | Die 30 besten Lieder für Jungs Lamp und Leute (UMG)                                | — | — | — | Erstveröffentlichung: 29. Juni 2018                          |
| 2018 | Die 30 besten: Das Einhorn-Musical (Auf ins Regenbogenland) Lamp und Leute (UMG)   | — | — | — | Erstveröffentlichung: 21. September 2018                     |
| 2018 | Die 30 besten neuen Partylieder für Kinder Lamp und Leute (UMG)                    | — | AT72 (1 Wo.)AT | — | Erstveröffentlichung: 14. Dezember 2018                      |
| 2019 | Die 30 besten neuen Spiel- und Bewegungslieder Lamp und Leute (UMG)                | — | — | — | Erstveröffentlichung: 5. April 2019                          |
| 2019 | Die 30 besten Kindertanzlieder Lamp und Leute (UMG)                                | — | — | — | Erstveröffentlichung: 5. Juli 2019                           |
| 2019 | Die 30 besten Kinderdisco-Hits Lamp und Leute (UMG)                                | — | — | — | Erstveröffentlichung: 13. September 2019                     |
| 2019 | Die 30 besten Kinderlieder fürs Kalenderjahr Lamp und Leute (UMG)                  | — | — | — | Erstveröffentlichung: 6. Dezember 2019                       |
| 2020 | Die 30 besten Schlaflieder für Kinder 2 Lamp und Leute (UMG)                       | — | — | — | Erstveröffentlichung: 5. Juni 2020                           |
| 2020 | Die 30 besten Jahreszeitenlieder für Kinder Lamp und Leute (UMG)                   | — | — | — | Erstveröffentlichung: 12. Juni 2020                          |
| 2020 | Die 30 besten Kinderlieder für den Morgenkreis Lamp und Leute (UMG)                | — | — | — | Erstveröffentlichung: 12. Juni 2020                          |
| 2020 | Die 30 besten Kinderlieder-Balladen Lamp und Leute (UMG)                           | — | — | — | Erstveröffentlichung: 12. Juni 2020                          |
| 2020 | Die 30 besten Kinderlieder-Klassiker Lamp und Leute (UMG)                          | — | — | — | Erstveröffentlichung: 12. Juni 2020                          |
| 2020 | Die 30 besten Kita-Hits Lamp und Leute (UMG)                                       | — | — | — | Erstveröffentlichung: 12. Juni 2020                          |
| 2020 | Die 30 besten Lieder für den Kindergeburtstag Lamp und Leute (UMG)                 | — | — | — | Erstveröffentlichung: 12. Juni 2020                          |
| 2020 | Die 30 besten Lieder für die Kinderkrippe Lamp und Leute (UMG)                     | — | — | — | Erstveröffentlichung: 12. Juni 2020                          |
| 2020 | Die 30 besten Mitmachlieder Lamp und Leute (UMG)                                   | — | — | — | Erstveröffentlichung: 12. Juni 2020                          |
| 2020 | Die 30 besten neuen Kinderlieder Lamp und Leute (UMG)                              | — | — | — | Erstveröffentlichung: 20. November 2020                      |
| 2021 | Die 30 besten Babylieder Lamp und Leute (UMG)                                      | — | — | — | Erstveröffentlichung: 26. Februar 2021                       |
| 2021 | Die 30 besten Piraten- und Seemannslieder Lamp und Leute (UMG)                     | — | — | — | Erstveröffentlichung: 16. April 2021                         |
| 2021 | Die 30 besten Gute-Nacht-Lieder Lamp und Leute (UMG)                               | — | — | — | Erstveröffentlichung: 23. Juli 2021                          |
| 2021 | Die 30 besten Spaß- und Gute-Leune-Lieder Lamp und Leute (UMG)                     | — | — | — | Erstveröffentlichung: 23. Juli 2021                          |
| 2021 | Die 30 besten Tierlieder für Kinder Lamp und Leute (UMG)                           | — | — | — | Erstveröffentlichung: 23. Juli 2021                          |
| 2021 | Die 30 besten Weihnachts- und Winterlieder 2 Lamp und Leute (UMG)                  | — | — | — | Erstveröffentlichung: 1. Oktober 2021                        |
| 2021 | Die 30 besten Kinderlieder für den Winter Lamp und Leute (UMG)                     | — | — | — | Erstveröffentlichung: 15. Oktober 2021                       |
| 2021 | Die 30 besten Kinderlieder zum Singen und Spielen Lamp und Leute (UMG)             | — | — | — | Erstveröffentlichung: 15. Oktober 2021                       |
| 2021 | Die 30 besten Schlaflieder ohne Gesang Lamp und Leute (UMG)                        | — | — | — | Erstveröffentlichung: 15. Oktober 2021                       |
| 2021 | Die 30 besten Kinderlieder zum Entspannen Lamp und Leute (UMG)                     | — | — | — | Erstveröffentlichung: 26. November 2021                      |
| 2022 | Die 30 besten Oster- und Frühlingslieder 2 Lamp und Leute (UMG)                    | — | — | — | Erstveröffentlichung: 18. März 2022                          |
| 2022 | The 30 Greatest Songs for Children Lamp und Leute (UMG)                            | — | — | — | Erstveröffentlichung: 1. April 2022                          |
| 2022 | De 30 beste Kinderliedjes Lamp und Leute (UMG)                                     | — | — | — | Erstveröffentlichung: 10. Juni 2022                          |
| 2022 | Die 30 besten Herbstlieder 2 Lamp und Leute (UMG)                                  | — | — | — | Erstveröffentlichung: 9. September 2022                      |
| 2022 | Die 30 besten Kinderpartylieder für den Karneval Lamp und Leute (UMG)              | — | — | — | Erstveröffentlichung: 16. Dezember 2022                      |
| 2023 | Die 30 besten Lieblingslieder von Simone Sommerland Lamp und Leute (UMG)           | — | — | — | Erstveröffentlichung: 1. Februar 2023                        |
| 2023 | Die 30 besten neuen Schlaflieder 2 Lamp und Leute (UMG)                            | — | — | — | Erstveröffentlichung: 14. April 2023                         |
| 2023 | Die 100 besten Schlaflieder Lamp und Leute (UMG)                                   | — | — | — | Erstveröffentlichung: 19. Mai 2023                           |
| 2023 | Die 30 besten Sommer- und Ferienlieder Lamp und Leute (UMG)                        | — | — | — | Erstveröffentlichung: 16. Juni 2023                          |
| 2023 | Die 100 besten Partylieder Lamp und Leute (UMG)                                    | — | — | — | Erstveröffentlichung: 21. Juli 2023                          |
| 2023 | Die 100 besten Kindergartenlieder Lamp und Leute (UMG)                             | — | — | — | Erstveröffentlichung: 18. August 2023                        |
| 2023 | Die 30 besten Halloween-Hits für Kinder Lamp und Leute (UMG)                       | — | — | — | Erstveröffentlichung: 15. September 2023                     |
| 2023 | Die 100 besten Weihnachtslieder für Kinder Lamp und Leute (UMG)                    | — | — | — | Erstveröffentlichung: 27. Oktober 2023                       |
| 2023 | Die 30 besten alten Kinderlieder mit zeitgemäßen Texten Lamp und Leute (UMG)       | — | — | — | Erstveröffentlichung: 8. Dezember 2023                       |

### Remixalben
| Jahr | Titel Musiklabel                          | Anmerkungen                             |
| ---- | ----------------------------------------- | --------------------------------------- |
| 2022 | Kinder Party Megamix Lamp und Leute (UMG) | Erstveröffentlichung: 27. Juni 2022     |
| 2022 | Schlaflieder Megamix Lamp und Leute (UMG) | Erstveröffentlichung: 16. Dezember 2022 |

## Singles
| Jahr | Titel Album                                                               | Höchstplatzierung, Gesamtwochen, AuszeichnungChartplatzierungen (Jahr, Titel, Album, Platzierungen, Wochen, Auszeichnungen, Anmerkungen) | Höchstplatzierung, Gesamtwochen, AuszeichnungChartplatzierungen (Jahr, Titel, Album, Platzierungen, Wochen, Auszeichnungen, Anmerkungen) | Höchstplatzierung, Gesamtwochen, AuszeichnungChartplatzierungen (Jahr, Titel, Album, Platzierungen, Wochen, Auszeichnungen, Anmerkungen) | Anmerkungen                     |
| Jahr | Titel Album                                                               | DE | AT | CH | Anmerkungen                     |
| --- | ------------------------------------------------------------------------- | --- | --- | --- | ------------------------------- |
| Folgende Lieder erschienen nicht als Single, wurden aber durch das Album zum Download und Streaming bereitgestellt und konnten somit eine Platzierung erlangen: |                                                                           | | | |                                 |
| |                                                                           | | | |                                 |
| 2023 | Lasst uns froh und munter sein Die 30 besten Weihnachts- und Winterlieder | DE75 (4 Wo.)DE | — | — | Charteinstieg: 8. Dezember 2023 |

## Videoalben
| Jahr | Titel Musiklabel                                                                 | Höchstplatzierung, Gesamtwochen, AuszeichnungChartplatzierungen (Jahr, Titel, Musiklabel, Platzierungen, Wochen, Auszeichnungen, Anmerkungen) | Höchstplatzierung, Gesamtwochen, AuszeichnungChartplatzierungen (Jahr, Titel, Musiklabel, Platzierungen, Wochen, Auszeichnungen, Anmerkungen) | Höchstplatzierung, Gesamtwochen, AuszeichnungChartplatzierungen (Jahr, Titel, Musiklabel, Platzierungen, Wochen, Auszeichnungen, Anmerkungen) | Anmerkungen                                                                  |
| Jahr | Titel Musiklabel                                                                 | DE | AT | CH | Anmerkungen                                                                  |
| ---- | -------------------------------------------------------------------------------- | --- | --- | --- | ---------------------------------------------------------------------------- |
| 2011 | Die 30 besten Spiel- und Bewegungslieder Lamp und Leute (UMG)                    | DE* PlatinDE | AT2 (… Wo.)AT | — | Erstveröffentlichung: 29. Juli 2011 Verkäufe: + 50.000; * siehe Studioalbum  |
| 2013 | Die 30 besten Spiel- und Bewegungslieder 2 Lamp und Leute (UMG)                  | DE* GoldDE | AT1 (… Wo.)AT | — | Erstveröffentlichung: 19. April 2013 Verkäufe: + 25.000; * siehe Studioalbum |
| 2015 | Die 30 besten Spiel- und Bewegungslieder 3 Lamp und Leute (UMG)                  | DE*DE | AT9 (1 Wo.)AT | — | Erstveröffentlichung: 10. April 2015 * siehe Studioalbum                     |
| 2017 | Die 30 besten Kinderlieder zum Singen, Lernen und Mitmachen Lamp und Leute (UMG) | — | AT10 (1 Wo.)AT | — | Erstveröffentlichung: 7. April 2017                                          |

## Hörbücher
| Jahr | Titel Musiklabel                                                       | Anmerkungen                                                          |
| ---- | ---------------------------------------------------------------------- | -------------------------------------------------------------------- |
| 2013 | Die 30 besten Märchen der Brüder Grimm Lamp und Leute (UMG)            | Erstveröffentlichung: 1. November 2013 · Verkäufe: + 7.500, AT: Gold |
| 2014 | Die 30 besten Gute-Nacht-Geschichten Lamp und Leute (UMG)              | Erstveröffentlichung: 10. Januar 2014                                |
| 2014 | Die 30 besten Märchen von Hans Christian Andersen Lamp und Leute (UMG) | Erstveröffentlichung: 31. Oktober 2014                               |
| 2015 | Die 30 besten Pferdegeschichten Lamp und Leute (UMG)                   | Erstveröffentlichung: 24. Juli 2015                                  |

## Statistik

### Chartauswertung
|                     | DE     | AT     | CH    |
| ------------------- | ------ | ------ | ----- |
| Nummer-eins-Alben   | DE—DE  | AT—AT  | CH—CH |
| Top-10-Alben        | DE1DE  | AT2AT  | CH—CH |
| Alben in den Charts | DE13DE | AT19AT | CH1CH |

|                       | DE    | AT    | CH    |
| --------------------- | ----- | ----- | ----- |
| Nummer-eins-Singles   | DE—DE | AT—AT | CH—CH |
| Top-10-Singles        | DE—DE | AT—AT | CH—CH |
| Singles in den Charts | DE1DE | AT—AT | CH—CH |

|                          | DE    | AT    | CH    |
| ------------------------ | ----- | ----- | ----- |
| Nummer-eins-Videoalben   | DE—DE | AT1AT | CH—CH |
| Top-10-Videoalben        | DE—DE | AT4AT | CH—CH |
| Videoalben in den Charts | DE—DE | AT4AT | CH—CH |

Darüber hinaus konnte sich das Lied Eine Muh, eine Mäh auf Rang sieben der deutschen Single-Trend-Charts am 8. Dezember 2023 platzieren; sowie das Lied O Tannenbaum auf Rang zwölf am 22. Dezember 2023.

### Auszeichnungen für Musikverkäufe
| Platin-Schallplatte - Deutschland - 2023: für das Lied Aramsamsam - 2023: für das Lied La-Le-Lu |

Anmerkung: Auszeichnungen in Ländern aus den Charttabellen bzw. Chartboxen sind in ebendiesen zu finden.
| Land/RegionAuszeichnungen für Musikverkäufe (Land/Region, Auszeichnungen, Verkäufe, Quellen) | Gold       | Platin       | Verkäufe  | Quellen           |
| -------------------------------------------------------------------------------------------- | ---------- | ------------ | --------- | ----------------- |
| Deutschland (BVMI)                                                                           | 6× Gold6   | 11× Platin11 | 2.775.000 | musikindustrie.de |
| Österreich (IFPI)                                                                            | 5× Gold5   | 5× Platin5   | 142.500   | ifpi.at           |
| Insgesamt                                                                                    | 11× Gold11 | 16× Platin16 |           |                   |